# SPZ1
SPZ1 (англ. Spermatogenic leucine zipper 1) – білок, який кодується однойменним геном, розташованим у людей на короткому плечі 5-ї хромосоми. Довжина поліпептидного ланцюга білка становить 430 амінокислот, а молекулярна маса — 49 445.
| 10         |  | 20         |  | 30         |  | 40         |  | 50         |
| ---------- |  | ---------- |  | ---------- |  | ---------- |  | ---------- |
| MASSAKSAEM |  | PTISKTVNPT |  | PDPHQEYLDP |  | RITIALFEIG |  | SHSPSSWGSL |
| PFLKNSSHQV |  | TEQQTAQKFN |  | NLLKEIKDIL |  | KNMAGFEEKI |  | TEAKELFEET |
| NITEDVSAHK |  | ENIRGLDKIN |  | EMLSTNLPVS |  | LAPEKEDNEK |  | KQEMILETNI |
| TEDVSAHKEN |  | IRGLDKINEM |  | LSTNLPVSLA |  | PEKEDNEKKQ |  | QMIMENQNSE |
| NTAQVFARDL |  | VNRLEEKKVL |  | NETQQSQEKA |  | KNRLNVQEET |  | MKIRNNMEQL |
| LQEAEHWSKQ |  | HTELSKLIKS |  | YQKSQKDISE |  | TLGNNGVGFQ |  | TQPNNEVSAK |
| HELEEQVKKL |  | SHDTYSLQLM |  | AALLENECQI |  | LQQRVEILKE |  | LHHQKQGTLQ |
| EKPIQINYKQ |  | DKKNQKPSEA |  | KKVEMYKQNK |  | QAMKGTFWKK |  | DRSCRSLDVC |
| LNKKACNTQF |  | NIHVARKALR |  | GKMRSASSLR |  |            |  |            |

A: Аланін

C: Цистеїн

D: Аспарагінова кислота

E: Глутамінова кислота

F: Фенілаланін

G: Гліцин

H: Гістидин

I: Ізолейцин

K: Лізин

L: Лейцин

M: Метіонін

N: Аспарагін

P: Пролін

Q: Глутамін

R: Аргінін

S: Серин

T: Треонін

V: Валін

W: Триптофан

Кодований геном білок за функцією належить до фосфопротеїнів. 
Задіяний у таких біологічних процесах, як транскрипція, регуляція транскрипції, поліморфізм. 
Білок має сайт для зв'язування з ДНК. 
Локалізований у цитоплазмі, ядрі.